# 1376 en Angleterre
Chronologie de l'Angleterre
- 1372
- 1373
- 1374
- 1375
- 1376
- 1377
- 1378
- 1379
- 1380

Cette page concerne l'année 1376 du calendrier julien.

## Naissances en 1376
- 10 décembre : Edmond Mortimer, noble
- Date inconnue : John Cole, member of Parliament pour le Devon

## Décès en 1376
- 1er janvier : Hugh Whytchirche, chanoine de Windsor
- 24 janvier : Richard FitzAlan, 3e comte d'Arundel et 8e comte de Surrey
- 8 juin : Édouard de Woodstock, prince de Galles
- 22 juillet : Simon Langham, cardinal
- 7 septembre : Jean III de Grailly, captal de Buch
- 14 septembre : John de Mohun, 2e baron Mohun
- 5 novembre : John Arundell, chevalier
- Date inconnue : 
  - Thomas de Aston, chanoine de Windsor
  - Godfrey de Foljambe, propriétaire terrien
  - Katherine de Sutton, abbesse